# Ригетти, Убальдо
Убальдо Ригетти (родился 1 марта 1963 года в Сермонете) — итальянский футболист, выступавший на позиции защитника. Играл за итальянские клубы «Рому», «Удинезе», «Лечче» и «Пескару». Кроме того, он сыграл восемь матчей за сборную Италии.

## Карьера

### Клуб
Убальдо Ригетти начал свою молодёжную карьеру в «Латине», затем перешёл в 1980 году в «Рому». В сезоне 1980/81 под руководством главного тренера Нильса Лидхольма клуб выиграл Кубок Италии по футболу. Два года Ригетти почти не играл и только в 1982/83 сезоне сыграл двенадцать игр в чемпионате, а в следующем году сыграл уже 21 матч в Серии А. В 1983 году Ригетти выиграл свой первый Скудетто, а в сезонах 1983/84 и 1985/86 стал чемпионом Италии. В сезоне 1983/84 он вместе с «Ромой» играл в финале Кубка европейских чемпионов, на пути они прошли «Гётеборг», «ЦСКА Софию», «Динамо Берлин» и «Данди Юнайтед». В финале их ожидал «Ливерпуль».
Матч против «Ливерпуля» закончился со счётом 1:1, дополнительное время также ничего не решило. Всё решила серия пенальти, Убальдо Ригетти реализовал свой удар, однако промахи Бруно Конти и Франческо Грациани испортили всю картину, у «Ливерпуля», в свою очередь, не забил лишь Стив Никол, и таким образом, «Ливерпуль» выиграл трофей. В 1984 журнал «Guerin Sportivo» признал Ригетти лучшим молодым игроком в Европе, он был награждён трофеем Браво. Летом 1987 года он подписал контракт на один год с «Удинезе», где зарекомендовал себя вполне обычным игроком. Тем не менее, Ригетти через год покинул клуб и присоединился к «Лечче». В новой команде он всегда был в основном составе за два года игры за клуб.
В июле 1990 года он перешёл в «Пескару». С этой командой он провёл свой первый сезон в Серии B, годом позже заняв второе место и повысившись в классе. Это был единственный сезон Ригетти как игрока «Пескары» в Серии А. В последующие годы клуб выступал в Серии B. В 1995 году он закончил свою карьеру.

### Национальная сборная
Ригетти впервые сыграл на международной арене в 1982 году под руководством Адзельо Вичини за молодёжную сборную Италии, он дебютировал в октябре 1982 года в матче против Румынии. Тренер Энцо Беарзот в ноябре 1983 года впервые вызвал его в ряды сборной Италии. Он дебютировал 16 ноября 1983 года в матче против Чехословакии, итальянцы проиграли со счётом 2:0. Он сыграл всего восемь матчей за сборную, его последний матч состоялся 2 июня 1985 года против Мексики и закончился со счетом 1:1.